# خورخي لويس كالديرون
خورخي لويس كالديرون (بالإسبانية: Jorge Luis Calderón Pérez)‏ (10 فبراير 1994 في المكسيك - ) هو لاعب كرة قدم مكسيكي في مركز الهجوم. لعب مع كلوب ليون.

## وصلات خارجية
- خورخي لويس كالديرون على موقع قاعدة بيانات كرة القدم.إي يو (الإنجليزية)
- خورخي لويس كالديرون على موقع AS.com (الإسبانية)